# Большие дебаты
Большие дебаты (Большие дискуссии, Большие споры) в теории международных отношений - полемика между представителями различных течений в теории международных отношений. Основной принцип «Великих дебатов» - противопоставление позиций различных теоретических школ, представляющих различные подходы в ТМО. Как правило, в научной литературе выделяется три (реже- четыре) этапа дебатов.

### Первые дебаты
Первые дебаты возникли в конце 1930 и продолжались до начала 1950-х годов. Они развернулись между представителями двух школ в теории международных отношений- идеалистами, чьи взгляды были наиболее распространены в начале XX века, и реалистами, идеи которых превалировали после окончания Второй мировой войны.  Данные дебаты были вызваны как событиями межвоенного времени: Второй итало-эфиопской войной, событиями в Маньчжурии, неудачами Лиги Наций, Мюнхенским соглашением 1938 года, так и публикацией в 1939 году Э.Х.Карром его труда «Двадцать лет кризиса: 1919-1939». В ней идеализм был назван «несостоятельным», «бесплодным», «речистым», «легковерным», «пустым и невыносимым обманом». То, что сейчас называется первыми дебатами, в сущности началось именно в 1939 году, поскольку ранее доминирующими были взгляды либералов-идеалистов.  В рамках первых дебатов дискуссии вращались вокруг возможности предотвращения войн и вклада международных организаций в это. Кроме того, именно первые «Великие споры» открыли вопрос о важности теории международных отношений как отдельной дисциплины. В ходе первых дебатов идеалисты делали акцент на роли институтов в улучшении условий человеческого существования и на предотвращении конфликтов между государствами. Реалисты, в свою очередь, концентрировали внимание на объяснении реальных событий мира политики и нахождении конкретных мер, которые могут быть предприняты для совершенствования дипломатии и мирового порядка.

### Вторые дебаты
Вторые Большие дебаты проходили на протяжении 1960-х годов между представителями традиционалистского крыла в ТМО и модернистами. Традиционалисты подчёркивали сложность и комплексность мира политики, обращали внимание на роль случая и лидера в дипломатии, а также делали акцент на уникальную природу каждого исторического события, которое они, как правило, рассматривали как стечение обстоятельств. Они считали, что никакой научный подход не позволит понять взаимодействия большого количества факторов развития международных отношений.  Кроме того, с точки зрения традиционалистов система международных отношений- это эволюционный процесс, который требует анализа с опорой на знание истории.  Представители модернистов, к которым относились сторонники бихевиорализма и использования математических методов, в свою очередь, особо отмечали важность статистического анализа и общенаучных методов по отношению к действиям государств на международной арене. Последователи бихевиорализма воздерживались от восприятия отдельных исторических событий как уникальных явлений и выделяли их общие черты.

### Третьи дебаты
Определение сторон полемики в рамках третьих дебатов затруднено наличием различных подходов. Согласно первому подходу, третьи дебаты развернулись в 1970-х годах между реалистами, либералами и конструктивистами.  Конструктивисты (А.Вендт, П.Каценштейн, Р.Джепперсон) акцентировали внимание на социальном аспекте международных отношений. Они критиковали как реалистов за их приверженность лишь рациональным действиям государств, так и либералов за чрезмерную оценку важности международных институтов.  Второй подход, близкий к первому вместо конструктивистов рассматривает структуралистов.  Структуралисты (Г.Франк, И.Галтунг) анализируют прежде всего источники неравенства. Как  либерализм, так и реализм они рассматривают в качестве способа закрепления существующей системы распределения силы и богатства. Данные два подхода к третьим Большим дебатам также получили название «межпарадигмальные дебаты».  Согласно третьему представлению, третьи дебаты проходили между представителями позитивизма и рефлективизма (постпозитивизма) Взгляды позитивистов основываются на том, что любое знание зиждется на фактах, которые познаются с помощью человеческих чувств. Кроме того, позитивизм предусматривает беспристрастную позицию исследователя, стремление к объективности, поэтому представители позитивизма предпочитают знание, полученное на основе чётких правил процедуры исследования. В отличие от них, постпозитивисты (также их называют представителями рефлективизма) не придерживаются определённой теоретической традиции, они опираются на различные поздние течения в ТМО: феминизм, постмодернизм, постструктурализм, то есть по сути постпозитивизм- это в определённой степени релятивизм, стремление расширить методологические границы ТМО.

### Четвёртые дебаты
Относительно финальных дебатов также ведутся большие дискуссии: некоторые исследователи рассматривают их как споры в 1980-е годы между неолибералами, неореалистами и сторонниками конструктивизма.  Другие считают, что они продолжаются и на сегодняшний момент и касаются практически всего спектра проблем международных отношений.  Третья группа учёных в рамках данных дебатов выделяет идейное противостояние между конструктивистами, рационалистами и рефлективистами.

## Критика
По мнению заслуженного профессора Калифорнийского Университета в области политологии Дэвида А.Лэйка, на данный момент многие критики оспаривают наличие единой школы идеалистов в межвоенный период, поскольку уже на тот момент существовали плюралисты, которые так же, как и идеалисты, ставили под сомнение главенствующую роль государства и делали акцент на взаимозависимости и межгосударственных отношениях, хотя данные понятия ещё не было окончательно сформированы на тот момент. Более того, и внутри реализма не было единства. Ссылаясь на исследователя в области международных отношений Майкла Кокса, Дэвид А.Лэйк отмечает, что наблюдается некая преемственность в воззрениях реалистов и более ранних мыслителей, которые концентрировали своё внимание на таких явлениях, как силовая политика и баланс сил, то есть на не новых в послевоенное время понятиях. К тому же с его точки зрения утверждение, что реализм «выиграл» первые Большие дебаты, являются ошибочным, поскольку вскоре последовал вызов со стороны либерализма и неолиберального институционализма. Первые Большие дебаты, по его мнению, не закончились, а скорее являются связующей нитью в истории дисциплины и частично совпадают с финальными дебатами.
Предоставляя альтернативную точку зрения на вторые дебаты, Дэвид А.Лэйк отмечает, что попытка сформировать международные отношения как отдельную науку была предпринята не в рамках вторых дебатов, а раньше- в 1920-30-е года в рамках Чикагской социологической школы. Сторонники бихевиорализма, в свою очередь, продвигали идеи не науки как таковой, а её отдельного вида, сконцентрированного на теории систем. Как и первые Большие дебаты, данные споры, по мнению исследователя, выходили за свои временные рамки (особенно в английской школе), а, возможно, и доминировали во время расцвета конструктивизма.
Наиболее спорные, с точки зрения профессора,- финальные дебаты, поскольку они представляют собой скорее серию небольших столкновений, а не крупную битву. Четвёртые дебаты- это борьба многих теоретических подходов между собой, а не одного против другого.
Критически рассматривает возникновение первых дебатов специалист в области политической философии Т.А.Алексеева в своей статье «Рождение мифа: начало первых «Великих дебатов» в теории международных отношений». Она отмечает, что исследователи не едины во мнении относительно того, действительно ли идеализм и реализм являются двумя типами мышления, или представляют собой лишь типы аргументации, с помощью которых в конечном итоге делаются аналогичные выводы. По мнению исследователя, дебаты в рамках теории международных отношений в их современном понимании сложились лишь к 1940-50-м годам, поскольку они проходили ещё в момент становления  ТМО как дисциплины. Более того, по её мнению, на протяжении всей истории политической мысли Запада, со времён Фукидида, прослеживалось противостояние между идеалистами и реалистами. Также аргументация Т.А.Алексеевой основывается на том, что первый этап дебатов был ознаменован преобладанием английским подходом к ТМО, тогда как после Второй мировой войны центр исследований перемещается в США.
Аналогичная мысль прослеживается и у британских исследователей в области международных отношений Тима Данна, Майкла Кокса и Кена Бута в книге «Восьмидесятилетний кризис: Международные отношения 1919-1999». В ней утверждается, что как педагогический приём, приводящий в порядок огромную массу теорий и подходов понятие первых Больших дебатов имеет смысл, однако как исторический факт оно вводит в заблуждение. Кроме того, по мнению учёных, данный термин создаёт впечатление существования единой школы мыслителей, идеалистов, которой на самом деле не было, так как идеализм был лишь умелым приёмом Э.Карра для дискредитации ряда идей, с которыми он был не согласен.

## См.также
- Международные отношения
- Либерализм
- Политический реализм
- Конструктивизм (в международных отношениях)
- Структуралистский марксизм